# Böhm-Nacktsohlenrennmaus
Die Böhm-Nacktsohlenrennmaus (Gerbilliscus boehmi) ist eine Nagetierart aus der Unterfamilie der Rennmäuse (Gerbillinae). Sie ist im tropischen Afrika heimisch. Der Artname bezieht sich auf den deutschen Afrikaforscher Richard Böhm.

## Merkmale
Die Böhm-Nacktsohlenrennmaus ist eine große Rennmaus, die eine Kopf-Rumpf-Länge von 139 bis 179 mm erreicht. Die Schwanzlänge beträgt 190 bis 234 mm, die Hinterfußlänge 38 bis 47 mm, die Ohrenlänge 21 bis 26 mm und das Gewicht ungefähr 146 g. Die Schädellänge erreicht 42,0 bis 45,2 mm und die Schädelbreite 22,0 bis 24,3 mm. Die gesamte Länge der oberen Zahnreihe vom ersten Schneidezahn bis zum dritten Mahlzahn beträgt 6,8 bis 7,8 mm. Das Rückenfell ist mittelbraun mit schwarzen und ockerfarbenen Flecken. An der Mittellinie ist das Fell dunkler als an den Flanken. An der Basis sind die Haare mittelgrau. Die Haarspitzen sind schwarz an der Rückenmitte und ockerfarben an den Flanken. Das Bauchfell ist weiß. Die Färbung der Flanken und des Bauchfells ist scharf abgegrenzt. Die Haarspitzen an den Wangen und an den Schultern sind häufig zimtfarben. Die Stirn und die Nasenregion sind dunkel bräunlich-schwarz. Die Augen sind groß. Die großen Ohren sind rundlich und mit kurzen schwarzen Härchen bedeckt. Das Kinn und die Innenseiten der Gliedmaßen sind weiß. Die Hinterfußsohlen sind nackt und dunkel pigmentiert. Der dünne Schwanz ist sehr lang und ungefähr 30 Prozent länger als die Kopf-Rumpf-Länge. Die körpernahe (proximale) Hälfte oder zwei Drittel des Schwanzes sind mit kurzen Härchen bedeckt, wobei die Oberseite dunkel und die Unterseite weiß ist. Die hintere (terminale) Hälfte des Schwanzes ist reinweiß. Oft endet das Schwanzende in einem Büschel aus weißen Haaren. Der Schädel ist groß und hoch. Die Schneidezähne sind im rechten Winkel angeordnet (orthodont). Manchmal haben die oberen Schneidezähne zwei undeutliche Längsfurchen. Die Mahlzähne sind breit, beschichtet und relativ lang. Die Anordnung der Zitzen beträgt 2 + 1 = 6 oder 2 + 2 = 8. Der Karyotyp ist nicht bekannt.

## Verbreitung
Die Böhm-Nacktsohlenrennmaus kommt vom südwestlichen Kenia und südlichen Uganda bis ins nördliche Mosambik sowie in Tansania, Ruanda, Malawi, im Süden der Demokratischen Republik Kongo und im westlichen Sambia vor. Wahrscheinlich ist sie auch in der Provinz Moxico im Osten Angolas präsent.

## Lebensraum
Die Böhm-Nacktsohlenrennmaus bewohnt Waldland, das von der Gattung Brachystegia dominiert ist, häufig in größeren Höhenlagen zwischen 1000 und 2000 m, wo eine gute Decke aus Gras und krautigen Pflanzen zu finden ist. In Uganda ist sie auch auf Grasebenen und in Buschhabitaten zu finden. Vereinzelte Exemplare wurden auch in Bananenplantagen und in alten Hirsefeldern beobachtet.

## Lebensweise
Die Böhm-Nacktsohlenrennmaus ist nachtaktiv. Ihre Baue haben ein oder zwei Eingänge und sind nicht durch einen Erdhaufen markiert. Manchmal werden die Baue von anderen Rennmausarten oder von Graumullen (Cryptomys) benutzt. Lebensraum und Höhenverbreitung deuten darauf hin, dass gemäßigte klimatische Temperaturen für ein Überleben erforderlich sind. Die Böhm-Nacktsohlenrennmaus ist Allesfresser. Sie ernährt sich hauptsächlich von pflanzlichem Material und von Insekten. Die Fortpflanzungszeit liegt während der Regenzeit zwischen November und Mai. Säugende Weibchen wurden im November in Sambia und in Malawi im Mai beobachtet, trächtige Weibchen im Mai. Ein untersuchtes Weibchen hatte fünf Embryonen. Zu den Fressfeinden der Böhm-Nacktsohlenrennmaus gehören Eulen.

## Status
Die Böhm-Nacktsohlenrennmaus wird von der IUCN als „nicht gefährdet“ (least concern) klassifiziert. Sie ist weitverbreitet, jedoch ist nicht bekannt, ob sie in Schutzgebieten vorkommt.